# Cil'ninskij rajon
Il Cil'ninskij rajon (in russo Цильнинский район?) è un rajon dell'Oblast' di Ul'janovsk, nella Russia europea; il suo capoluogo è Bol'šoe Nagatkino.